# Китайський Тайбей на літніх Олімпійських іграх 2016
Китайський Тайбей на літніх Олімпійських іграх 2016 представляли 57 спортсменів у 18 видах спорту.

## Медалісти
| Медалі | Спортсмени                      | Вид спорту      | Дисципліна               | Дата     |
| ------ | ------------------------------- | --------------- | ------------------------ | -------- |
| Золото | Сюй Шуцзін                      | Важка атлетика  | жінки, до 53 кг          | 7 серпня |
| Бронза | Ле Цзяньїн Лінь Шицзя Тань Ятін | Стрільба з лука | жінки, командна першість | 7 серпня |
| Бронза | Ко Сінчунь                      | Важка атлетика  | жінки, до 58 кг          | 8 серпня |

## Стрільба з лука
Чоловіки
| Спортсмен                             | Дисципліна    | Попередній раунд | Попередній раунд | 1/32 фіналу           | 1/16 фіналу          | 1/8 фіналу            | Чвертьфінали       | Півфінали          | Фінал / БМ         | Фінал / БМ      |
| Спортсмен                             | Дисципліна    | Результат        | Сіяний           | Суперник Результат    | Суперник Результат   | Суперник Результат    | Суперник Результат | Суперник Результат | Суперник Результат | Місце           |
| ------------------------------------- | ------------- | ---------------- | ---------------- | --------------------- | -------------------- | --------------------- | ------------------ | ------------------ | ------------------ | --------------- |
| Као Хаовень                           | Індивідуальні | 661              | 30               | Фернандес (ESP) L 0–6 | Завершив виступ      | Завершив виступ       | Завершив виступ    | Завершив виступ    | Завершив виступ    | Завершив виступ |
| Вей Чунь Хен                          | Індивідуальні | 679              | 9                | Елдер (FIJ) W 6–0     | Тхамвонг (THA) L 5–6 | Завершив виступ       | Завершив виступ    | Завершив виступ    | Завершив виступ    | Завершив виступ |
| Юй Гуаньлінь                          | Індивідуальні | 655              | 39               | Нестенг (NOR) L 5–6   | Завершив виступ      | Завершив виступ       | Завершив виступ    | Завершив виступ    | Завершив виступ    | Завершив виступ |
| Као Хаовень Вей Чунь Хен Юй Гуаньлінь | Команда       | 1995             | 7                | Н/Д                   | Н/Д                  | Індонезія (INA) L 2–6 | Завершив виступ    | Завершив виступ    | Завершив виступ    | Завершив виступ |

Жінки
| Спортсменка                     | Дисципліна    | Попередній раунд | Попередній раунд | 1/32 фіналу         | 1/16 фіналу          | 1/8 фіналу          | Чвертьфінали        | Півфінали                  | Фінал / БМ          | Фінал / БМ       |
| Спортсменка                     | Дисципліна    | Результат        | Сіяна            | Суперниця Результат | Суперниця Результат  | Суперниця Результат | Суперниця Результат | Суперниця Результат        | Суперниця Результат | Місце            |
| ------------------------------- | ------------- | ---------------- | ---------------- | ------------------- | -------------------- | ------------------- | ------------------- | -------------------------- | ------------------- | ---------------- |
| Ле Цзяньїн                      | Індивідуальні | 625              | 33               | Martín (ESP) W 6–2  | Choi M-s (KOR) L 2–6 | Завершила виступ    | Завершила виступ    | Завершила виступ           | Завершила виступ    | Завершила виступ |
| Лінь Шицзя                      | Індивідуальні | 651              | 9                | Мансур (EGY) W 6–0  | Laishram (IND) L 2–6 | Завершила виступ    | Завершила виступ    | Завершила виступ           | Завершила виступ    | Завершила виступ |
| Тань Ятін                       | Індивідуальні | 656              | 4                | Пікар (CAN) W 7–1   | Павлова (UKR) W 6–0  | Кумарі (IND) W 6–0  | Унрух (GER) L 5–6   | Завершила виступ           | Завершила виступ    | Завершила виступ |
| Ле Цзяньїн Лінь Шицзя Тань Ятін | Команда       | 1932             | 4                | Н/Д                 | Н/Д                  | Bye                 | Мексика (MEX) W 5–4 | Південна Корея (KOR) L 1–5 | Італія (ITA) W 5–3  | 3                |

## Легка атлетика
Легенда
- Note – для трекових дисциплін місце вказане лише для забігу, в якому взяв участь спортсмен
- Q = пройшов у наступне коло напряму
- q = пройшов у наступне коло за добором (для трекових дисциплін - найшвидші часи серед тих, хто не пройшов напряму; для технічних дисциплін - увійшов до визначеної кількості фіналістів за місцем якщо напряму пройшло менше спортсменів, ніж визначена кількість)
- NR = Національний рекорд
- N/A = Коло відсутнє у цій дисципліні
- Bye = спортсменові не потрібно змагатися у цьому колі

Трекові і шосейні дисципліни
| Спортсмен    | Дисципліна                               | Попередній забіг | Попередній забіг | Півфінал        | Півфінал        | Фінал           | Фінал           |
| Спортсмен    | Дисципліна                               | Результат        | Місце            | Результат       | Місце           | Результат       | Місце           |
| ------------ | ---------------------------------------- | ---------------- | ---------------- | --------------- | --------------- | --------------- | --------------- |
| Чжень Цзе    | біг на 400 метрів з бар'єрами (чоловіки) | 50.65            | 6                | Завершив виступ | Завершив виступ | Завершив виступ | Завершив виступ |
| Ho Chin-ping | марафонський біг (чоловіки)              | Н/Д              | Н/Д              | Н/Д             | Н/Д             | 2:26.00         | 100             |
| Чень Юйсюань | марафонський біг (жінки)                 | Н/Д              | Н/Д              | Н/Д             | Н/Д             | 3:09:13         | 127             |
| Сє Цзяньхо   | марафонський біг (жінки)                 | Н/Д              | Н/Д              | Н/Д             | Н/Д             | 2:54:18         | 113             |

Технічні дисципліни
| Спортсмен         | Дисципліна                  | Кваліфікація       | Кваліфікація | Фінал              | Фінал           |
| Спортсмен         | Дисципліна                  | Результат у метрах | Місце        | Результат у метрах | Місце           |
| ----------------- | --------------------------- | ------------------ | ------------ | ------------------ | --------------- |
| Hsiang Chun-hsien | стрибки у висоту (чоловіки) | 2.17               | 35           | Завершив виступ    | Завершив виступ |
| Huang Shih-feng   | метання списа (чоловіки)    | 74.33              | 16           | Завершив виступ    | Завершив виступ |

## Бадмінтон
| Спортсмен             | Дисципліна                  | Груповий етап                                   | Груповий етап                               | Груповий етап                                | Груповий етап | Вибування                                    | Чвертьфінал                  | Півфінал           | Фінал / БМ         | Фінал / БМ       |
| Спортсмен             | Дисципліна                  | Суперник Результат                              | Суперник Результат                          | Суперник Результат                           | Місце         | Суперник Результат                           | Суперник Результат           | Суперник Результат | Суперник Результат | Місце            |
| --------------------- | --------------------------- | ----------------------------------------------- | ------------------------------------------- | -------------------------------------------- | ------------- | -------------------------------------------- | ---------------------------- | ------------------ | ------------------ | ---------------- |
| Чжоу Дяньчжень        | одиночний розряд (чоловіки) | M Zilberman (ISR) W (21–9, 21–11)               | Н/Д                                         | Y Tan (BEL) W (21–14, 21–8)                  | 1 Q           | Hu Y (HKG) W (21–10, 21–13)                  | Лі Ч В (MAS) L (9–21, 15–21) | Завершив виступ    | Завершив виступ    | Завершив виступ  |
| Лі Шенму Цай Цзяїсінь | Парний розряд (чоловіки)    | Lee Y-d / Yoo Y-s (KOR) L (21–18, 13–21, 18–21) | V Ivanov / I Sozonov (RUS) L (11–21, 20–22) | M Chau / S Serasinghe (AUS) W (21–14, 21–19) | 3             | Н/Д                                          | Завершив виступ              | Завершив виступ    | Завершив виступ    | Завершив виступ  |
| Дай Цзиїн             | одиночний розряд (жінки)    | E Baldauf (AUT) W (21–11, 21–9)                 | Н/Д                                         | N Perminova (RUS) W (21–12, 21–9)            | 1 Q           | Пусарла Венката Сінду (IND) L (13–21, 15–21) | Завершила виступ             | Завершила виступ   | Завершила виступ   | Завершила виступ |

## Бокс
| Спортсмен      | Категорія           | 1/16 фіналу        | 1/8 фіналу          | Чвертьфінали       | Півфінали          | Фінал              | Фінал            |
| Спортсмен      | Категорія           | Суперник Результат | Суперник Результат  | Суперник Результат | Суперник Результат | Суперник Результат | Місце            |
| -------------- | ------------------- | ------------------ | ------------------- | ------------------ | ------------------ | ------------------ | ---------------- |
| Лай Чжуньен    | до 60 кг (чоловіки) | Лакрус (NED) L 1–2 | Завершив виступ     | Завершив виступ    | Завершив виступ    | Завершив виступ    | Завершив виступ  |
| Чжень Нінцзінь | до 75 кг (жінки)    | Н/Д                | Якушина (RUS) L 0–3 | Завершила виступ   | Завершила виступ   | Завершила виступ   | Завершила виступ |

## Велоспорт

### Шосе
| Спортсмен   | Дисципліна                    | Час           | Місце         |
| ----------- | ----------------------------- | ------------- | ------------- |
| Хуан Тін Їн | групова шосейна гонка (жінки) | Не фінішувала | Не фінішувала |

### Трек
Омніум
| Спортсмен  | Дисципліна     | Скретч | Скретч | Індивідуальна гонка переслідування | Індивідуальна гонка переслідування | Індивідуальна гонка переслідування | Гонка на вибування | Гонка на вибування | Гіт з місця на 1 км | Гіт з місця на 1 км | Гіт з місця на 1 км | Гіт з ходу на 250 м | Гіт з ходу на 250 м | Гіт з ходу на 250 м | Гонка за очками | Гонка за очками | Загалом очок | Місце |
| Спортсмен  | Дисципліна     | Місце  | Очки   | Час                                | Місце                              | Очки                               | Місце              | Очки               | Час                 | Місце               | Очки                | Час                 | Місце               | Очки                | Очки            | Місце           | Загалом очок | Місце |
| ---------- | -------------- | ------ | ------ | ---------------------------------- | ---------------------------------- | ---------------------------------- | ------------------ | ------------------ | ------------------- | ------------------- | ------------------- | ------------------- | ------------------- | ------------------- | --------------- | --------------- | ------------ | ----- |
| Сяо Мей Юй | омніум (жінки) | 13     | 16     | 3:58.713                           | 18                                 | 6                                  | 13                 | 16                 | 35.636              | 7                   | 28                  | 14.532              | 12                  | 18                  | -20             | 18              | 64           | 17    |

## Кінний спорт

### Конкур
| Спортсмен | Кінь      | Дисципліна    | Кваліфікація | Кваліфікація | Кваліфікація    | Кваліфікація    | Кваліфікація    | Кваліфікація    | Кваліфікація    | Кваліфікація    | Фінал           | Фінал           | Фінал           | Фінал           | Фінал           | Загалом         | Загалом         |
| Спортсмен | Кінь      | Дисципліна    | Раунд 1      | Раунд 1      | Раунд 2         | Раунд 2         | Раунд 2         | Раунд 3         | Раунд 3         | Раунд 3         | Фінал A         | Фінал A         | Фінал B         | Фінал B         | Фінал B         | Загалом         | Загалом         |
| Спортсмен | Кінь      | Дисципліна    | Штрафні очки | Місце        | Штрафні очки    | Загалом         | Місце           | Штрафні очки    | Загалом         | Місце           | Штрафні очки    | Місце           | Штрафні очки    | Загалом         | Місце           | Штрафні очки    | Місце           |
| --------- | --------- | ------------- | ------------ | ------------ | --------------- | --------------- | --------------- | --------------- | --------------- | --------------- | --------------- | --------------- | --------------- | --------------- | --------------- | --------------- | --------------- |
| Ішо Вонг  | Zadarijke | Індивідуальні | 47           | =68          | Завершив виступ | Завершив виступ | Завершив виступ | Завершив виступ | Завершив виступ | Завершив виступ | Завершив виступ | Завершив виступ | Завершив виступ | Завершив виступ | Завершив виступ | Завершив виступ | Завершив виступ |

## Гольф
| Спортсмен    | Дисципліна | Раунд 1   | Раунд 2   | Раунд 3   | Раунд 4   | Загалом   | Загалом | Загалом |
| Спортсмен    | Дисципліна | Результат | Результат | Результат | Результат | Результат | Пар     | Місце   |
| ------------ | ---------- | --------- | --------- | --------- | --------- | --------- | ------- | ------- |
| Лінь Веньтан | чоловіки   | 77        | 77        | DNF       | DNF       | 154       | 12      | DNF     |
| Пан Ченцун   | чоловіки   | 69        | 69        | 71        | 74        | 283       | −1      | =30     |
| Кенді Кун    | жінки      | 67        | 68        | 76        | 75        | 286       | +2      | =31     |
| Тереза Лу    | жінки      | 70        | 67        | 73        | 70        | 280       | −4      | =16     |

## Гімнастика

### Спортивна гімнастика
Чоловіки
| Спортсмен | Дисципліна | Кваліфікація | Кваліфікація | Кваліфікація | Кваліфікація | Кваліфікація | Кваліфікація | Кваліфікація | Кваліфікація | Фінал  | Фінал  | Фінал           | Фінал           | Фінал           | Фінал           | Фінал           | Фінал           |                 |                 |
| Спортсмен | Дисципліна | Вправа       | Вправа       | Вправа       | Вправа       | Вправа       | Вправа       | Загалом      | Місце        | Вправа | Вправа | Вправа          | Вправа          | Вправа          | Вправа          | Загалом         | Місце           |                 |                 |
| --------- | ---------- | ------------ | ------------ | ------------ | ------------ | ------------ | ------------ | ------------ | ------------ | ------ | ------ | --------------- | --------------- | --------------- | --------------- | --------------- | --------------- | --------------- | --------------- |
| Спортсмен | Дисципліна | Лі Чхіхкай   | Кінь         | Н/Д          | 14.266       | Н/Д          | Н/Д          | Н/Д          | Н/Д          | 14.266 | 31     | Завершив виступ | Завершив виступ | Завершив виступ | Завершив виступ | Завершив виступ | Завершив виступ | Завершив виступ | Завершив виступ |

## Дзюдо
| Спортсмен      | Категорія           | 1/32 фіналу               | 1/16 фіналу             | 1/8 фіналу               | Чвертьфінали              | Півфінали          | Втішний поєдинок        | Фінал / БМ               | Фінал / БМ      |
| Спортсмен      | Категорія           | Суперник Результат        | Суперник Результат      | Суперник Результат       | Суперник Результат        | Суперник Результат | Суперник Результат      | Суперник Результат       | Місце           |
| -------------- | ------------------- | ------------------------- | ----------------------- | ------------------------ | ------------------------- | ------------------ | ----------------------- | ------------------------ | --------------- |
| Мін Яньцай     | до 60 кг (чоловіки) | Сукпхасай (LAO) W 111–000 | Герчев (BUL) L 000–110  | Завершив виступ          | Завершив виступ           | Завершив виступ    | Завершив виступ         | Завершив виступ          | Завершив виступ |
| Лянь Чженьлінь | до 57 кг (жінки)    | Н/Д                       | Подолак (POL) W 100–000 | Маллой (USA) W 000–000 S | Кепріоріу (ROU) L 000–100 | Завершила виступ   | Каракаш (HUN) W 001–000 | Мацумото (JPN) L 000–001 | 5               |

## Академічне веслування
| Спортсмен | Дисципліна       | Заїзди  | Заїзди | Втішний заплив | Втішний заплив | Чвертьфінали | Чвертьфінали | Півфінали | Півфінали | Фінал   | Фінал |
| Спортсмен | Дисципліна       | Час     | Місце  | Час            | Місце          | Час          | Місце        | Час       | Місце     | Час     | Місце |
| --------- | ---------------- | ------- | ------ | -------------- | -------------- | ------------ | ------------ | --------- | --------- | ------- | ----- |
| Хуан Їтін | одиночки (жінки) | 8:51.74 | 4 R    | 8:01.27        | 3 SE/F         | Bye          | Bye          | 8:38.21   | 1 FE      | 8:34.53 | 25    |

Пояснення до кваліфікації: FA=Фінал A (за медалі); FB=Фінал B (не за медалі); FC=Фінал C (не за медалі); FD=Фінал D (не за медалі); FE=Фінал E (не за медалі); FF=Фінал F (не за медалі); SA/B=Півфінали A/B; SC/D=Півфінали C/D; SE/F=Півфінали E/F; QF=Чвертьфінали; R=Потрапив у втішний заплив

## Вітрильний спорт
| Спортсмен | Дисципліна      | Заплив | Заплив | Заплив | Заплив | Заплив | Заплив | Заплив | Заплив | Заплив | Заплив | Заплив | Заплив | Заплив | Очки | Підсумкове місце |
| Спортсмен | Дисципліна      | 1      | 2      | 3      | 4      | 5      | 6      | 7      | 8      | 9      | 10     | 11     | 12     | M*     | Очки | Підсумкове місце |
| --------- | --------------- | ------ | ------ | ------ | ------ | ------ | ------ | ------ | ------ | ------ | ------ | ------ | ------ | ------ | ---- | ---------------- |
| Хао Чжан  | RS:X (чоловіки) | 34     | 34     | 31     | 27     | 37 DNF | 34     | 35     | 37 DNF | 31     | 28     | 27     | 28     | EL     | 346  | 32               |

M = Медальний заплив; EL = Вибув – не потрапив до медального запливу

## Стрільба
| Спортсмен   | Дисципліна                               | Кваліфікація | Кваліфікація | Півфінал         | Півфінал         | Фінал            | Фінал            |
| Спортсмен   | Дисципліна                               | Очки         | Місце        | Очки             | Місце            | Очки             | Місце            |
| ----------- | ---------------------------------------- | ------------ | ------------ | ---------------- | ---------------- | ---------------- | ---------------- |
| Ян Куньпі   | трап (чоловіки)                          | 110          | 25           | Завершив виступ  | Завершив виступ  | Завершив виступ  | Завершив виступ  |
| Лінь Іцзюнь | трап (жінки)                             | 62           | 17           | Завершила виступ | Завершила виступ | Завершила виступ | Завершила виступ |
| У Цзяїн     | пневматичний пістолет, 10 метрів (жінки) | 380          | 19           | Н/Д              | Н/Д              | Завершила виступ | Завершила виступ |
| У Цзяїн     | пістолет, 25 метрів (жінки)              | 572          | 27           | Завершила виступ | Завершила виступ | Завершила виступ | Завершила виступ |
| Ай Вень Ю   | пневматичний пістолет, 10 метрів (жінки) | 378          | 31           | Н/Д              | Н/Д              | Завершила виступ | Завершила виступ |
| Ай Вень Ю   | пістолет, 25 метрів (жінки)              | 577          | 18           | Завершила виступ | Завершила виступ | Завершила виступ | Завершила виступ |

Пояснення до кваліфікації: Q = Пройшов у наступне коло; q = Кваліфікувався щоб змагатись у поєдинку за бронзову медаль

## Плавання
| Спортсмен    | Дисципліна                       | Попередній заплив | Попередній заплив | Півфінал         | Півфінал         | Фінал            | Фінал            |
| Спортсмен    | Дисципліна                       | Час               | Місце             | Час              | Місце            | Час              | Місце            |
| ------------ | -------------------------------- | ----------------- | ----------------- | ---------------- | ---------------- | ---------------- | ---------------- |
| Лі Хсюан Єн  | 200 метрів брасом (чоловіки)     | 2:14.84           | 34                | Завершив виступ  | Завершив виступ  | Завершив виступ  | Завершив виступ  |
| Лінь Пей Вун | 50 метрів вільним стилем (жінки) | 26.41             | 49                | Завершила виступ | Завершила виступ | Завершила виступ | Завершила виступ |

## Настільний теніс
Чоловіки
| Спортсмен                                        | Дисципліна       | Попередній раунд   | Раунд 1            | Раунд 2            | Раунд 3             | 1/8 фіналу            | Чвертьфінали       | Півфінали          | Фінал / БМ         | Фінал / БМ      |
| Спортсмен                                        | Дисципліна       | Суперник Результат | Суперник Результат | Суперник Результат | Суперник Результат  | Суперник Результат    | Суперник Результат | Суперник Результат | Суперник Результат | Місце           |
| ------------------------------------------------ | ---------------- | ------------------ | ------------------ | ------------------ | ------------------- | --------------------- | ------------------ | ------------------ | ------------------ | --------------- |
| Chen Chien-an                                    | Одиночний розряд | Bye                | Bye                | He Zw (ESP) W 4–2  | Чжан Цз (CHN) L 0–4 | Завершив виступ       | Завершив виступ    | Завершив виступ    | Завершив виступ    | Завершив виступ |
| Chuang Chih-yuan                                 | Одиночний розряд | Bye                | Bye                | Bye                | Aruna (NGR) L 0–4   | Завершив виступ       | Завершив виступ    | Завершив виступ    | Завершив виступ    | Завершив виступ |
| Chen Chien-an Chiang Hung-chieh Chuang Chih-yuan | Команда          | Н/Д                | Н/Д                | Н/Д                | Н/Д                 | Німеччина (GER) L 1–3 | Завершив виступ    | Завершив виступ    | Завершив виступ    | Завершив виступ |

Жінки
| Спортсменка                            | Дисципліна       | Попередній раунд    | Раунд 1             | Раунд 2               | Раунд 3               | 1/8 фіналу          | Чвертьфінали        | Півфінали           | Фінал / БМ          | Фінал / БМ       |
| Спортсменка                            | Дисципліна       | Суперниця Результат | Суперниця Результат | Суперниця Результат   | Суперниця Результат   | Суперниця Результат | Суперниця Результат | Суперниця Результат | Суперниця Результат | Місце            |
| -------------------------------------- | ---------------- | ------------------- | ------------------- | --------------------- | --------------------- | ------------------- | ------------------- | ------------------- | ------------------- | ---------------- |
| Chen Szu-yu                            | одиночний розряд | Bye                 | Bye                 | Privalova (BLR) W 4–2 | Hu (TUR) W 4–0        | Кім С І (PRK) L 2–4 | Завершила виступ    | Завершила виступ    | Завершила виступ    | Завершила виступ |
| Cheng I-ching                          | одиночний розряд | Bye                 | Bye                 | Bye                   | Pavlovich (BLR) W 4–3 | Seo H-w (KOR) W 4–3 | Лі Сс (CHN) L 0–4   | Завершила виступ    | Завершила виступ    | Завершила виступ |
| Chen Szu-yu Cheng I-ching Huang Yi-hua | Команда          | Н/Д                 | Н/Д                 | Н/Д                   | Н/Д                   | Гонконг (HKG) L 1–3 | Завершила виступ    | Завершила виступ    | Завершила виступ    | Завершила виступ |

## Тхеквондо
| Спортсмен      | Категорія           | 1/8 фіналу             | Чвертьфінали            | Півфінали          | Втішний поєдинок     | Фінал / БМ         | Фінал / БМ       |
| Спортсмен      | Категорія           | Суперник Результат     | Суперник Результат      | Суперник Результат | Суперник Результат   | Суперник Результат | Місце            |
| -------------- | ------------------- | ---------------------- | ----------------------- | ------------------ | -------------------- | ------------------ | ---------------- |
| Лю Вейтін      | до 80 кг (чоловіки) | Cook (MDA) W 14–2 PTG  | Услаті (TUN) L 0−1 SUD  | Завершив виступ    | Завершив виступ      | Завершив виступ    | Завершив виступ  |
| Хуан Хуайсюань | до 49 кг (жінки)    | Wu Jy (CHN) L 1−10     | Завершила виступ        | Завершила виступ   | Завершила виступ     | Завершила виступ   | Завершила виступ |
| Цзяцзя Чуан    | до 67 кг (жінки)    | Деніз (KAZ) W 16–2 PTG | Oh H-r (KOR) L 9–21 PTG | Завершила виступ   | Паньотта (CAN) W 4–1 | Татар (TUR) L 3–7  | 5                |

## Теніс
| Lu Yen-hsun                | одиночний розряд (чоловіки) | Lorenzi (ITA) L 6–3, 3–6, 4–6                 | Завершив виступ                               | Завершив виступ                               | Завершив виступ                               | Завершив виступ                               | Завершив виступ                               | Завершив виступ                               |                                               |                                               |                                               |                                               |
| Сє Шувей                   | одиночний розряд (жінки)    | Withdrew on 4 August due to scheduling issues | Withdrew on 4 August due to scheduling issues | Withdrew on 4 August due to scheduling issues | Withdrew on 4 August due to scheduling issues | Withdrew on 4 August due to scheduling issues | Withdrew on 4 August due to scheduling issues | Withdrew on 4 August due to scheduling issues |                                               |                                               |                                               |                                               |
| Чжань Хаоцін Chan Yung-jan | Парний розряд (жінки)       | Н/Д                                           | Бегу / Нікулеску (ROU) W 5–7, 6–4, 6–3        | Конта / Вотсон (GBR) W 3–6, 6–0, 6–4          | Бачинскі / Хінгіс (SUI) L 3–6, 0–6            | Завершила виступ                              | Завершила виступ                              | Завершила виступ                              | Завершила виступ                              | Завершила виступ                              | Завершила виступ                              |                                               |
| Чжуан Цзяжун Сє Шувей      | Парний розряд (жінки)       | Withdrew on 4 August due to scheduling issues | Withdrew on 4 August due to scheduling issues | Withdrew on 4 August due to scheduling issues | Withdrew on 4 August due to scheduling issues | Withdrew on 4 August due to scheduling issues | Withdrew on 4 August due to scheduling issues | Withdrew on 4 August due to scheduling issues | Withdrew on 4 August due to scheduling issues | Withdrew on 4 August due to scheduling issues | Withdrew on 4 August due to scheduling issues | Withdrew on 4 August due to scheduling issues |

## Важка атлетика
| Спортсмен      | Категорія               | Ривок     | Ривок | Поштовх   | Поштовх | Загалом | Місце |
| Спортсмен      | Категорія               | Результат | Місце | Результат | Місце   | Загалом | Місце |
| -------------- | ----------------------- | --------- | ----- | --------- | ------- | ------- | ----- |
| Тань Чичжун    | до 56 кг (чоловіки)     | 110       | 14    | 138       | 11      | 248     | 12    |
| Пхан Цзянь Хин | до 69 кг (чоловіки)     | 136       | 19    | 160       | 18      | 296     | 18    |
| Чень Шицзе     | понад 105 кг (чоловіки) | 185       | 10    | 235       | DNF     | 185     | DNF   |
| Чень Вейлін    | до 48 кг (жінки)        | 81        | 7     | 100       | 6       | 181     | 7     |
| Сюй Шуцзін     | до 53 кг (жінки)        | 100       | 2     | 112       | 1       | 212     | 1     |
| Ко Сінчунь     | до 58 кг (жінки)        | 102       | 3     | 129       | 3       | 231     | 3     |

## Боротьба
Легенда:
- VT – Перемога на туше.
- PP – Перемога за очками – з технічними очками в того, хто програв.
- PO – Перемога за очками – без технічних очок в того, хто програв.
- ST – Перемога за явної переваги – різниця в очках становить принаймні 8 (греко-римська боротьба) або 10 (вільна боротьба) очок, без технічних очок у того, хто програв.

Жінки
| Спортсменка   | Категорія | Кваліфікація        | 1/8 фіналу                 | Чвертьфінал         | Півфінал            | Втішний поєдинок 1  | Втішний поєдинок 2  | Фінал / БМ          | Фінал / БМ |
| Спортсменка   | Категорія | Суперниця Результат | Суперниця Результат        | Суперниця Результат | Суперниця Результат | Суперниця Результат | Суперниця Результат | Суперниця Результат | Місце      |
| ------------- | --------- | ------------------- | -------------------------- | ------------------- | ------------------- | ------------------- | ------------------- | ------------------- | ---------- |
| Чень Вень Лін | до 69 кг  | Bye                 | Насанбурмаа (MGL) L 0−5 VT | Завершила виступ    | Завершила виступ    | Завершила виступ    | Завершила виступ    | Завершила виступ    | 15         |